# Pablo Palitos
Pablo Palitos (Zaragoza, 8 de febrero de 1906 - Buenos Aires, 26 de febrero de 1989) fue un reconocido actor argentino nacido en España.

## Biografía
Nacido en España, llegó a la Argentina cuando tenía 8 años de edad, luego vivió cuatro años en Brasil y retornó a Buenos Aires. Participó en la compañía teatral de Jardel Jércolis, donde era presentado como atracción del espectáculo. Después integró un espectáculo revisteril encabezado por Olinda Bozán en el desaparecido Teatro Buenos Aires. A partir de ese momento comienza su carrera profesional participando en obras como Mónica perdió un complejo, Detective, La tía de Carlos, Esta noche soy un yanqui y El casado infiel, compartiendo cartel con Irene López Heredia, Alfredo Camiña, Juan Carlos Thorry, Elisa Christian Galvé, entre otros.

## Carrera
Debutó en cine en Brasil en 1933 en A Voz do Carnaval, de Adhemar Gonzaga y Humberto Mauro. Años después, en 1937, debutó en Argentina en Palermo, film donde acompañó a Nedda Francy y José Gola. Sus actuaciones más destacadas las cumplió en ¡Segundos afuera!, El ladrón canta boleros, Detective y El campeón soy yo, que se estrenó cinco años después. En 1940 llegaría su papel más reconocido y el principal motivo por el que se le conoce al actor. Pablo prestó su voz a uno de los personajes iconos de la factoría Disney en el segundo largometraje de la misma  Pinocho, Pepito Grillo. Luego también presto su voz a Timoteo el ratón de Dumbo y Tambor el conejo en Bambi protagonizó el exitoso film cómico Hay que educar a Niní, junto a Niní Marshall, Francisco Álvarez y Nury Montsé y un año después cumplió un papel de apoyo en Novios para las muchachas, de Antonio Momplet. Luego de realizar exitosos papeles en cine, viajó a España donde continuó con su carrera, y a su regreso en Argentina también actuó en radio, televisión y realizó papeles secundarios en cine. En los años setenta intervino en películas como Olga, la hija de aquella princesa rusa (con Eduardo Bergara Leumann), La casa del amor, La aventura explosiva, Con mi mujer no puedo y Hormiga negra, que tuvieron escaso éxito. Hizo sus últimos trabajos en Esto es vida, de 1982 y acompañó a Juan Carlos Altavista (Minguito) y Juan Carlos Calabró en Mingo y Aníbal, dos pelotazos en contra, dirigido por Enrique Cahen Salaverry en 1984. En teatro hizo obras como Intermezzo en el circo, Irma, la dulce, Los vecinos de Corrientes (1974), con Jorge Perez Evelyn, Juan Carlos Próspero, Silvia Cramer, Dolores De Cicco, Jovita Luna, Enrique Massari, Pocho Navarro, Pablo Palitos y Estrella Rivera,Una noche de amor, Un ángel llamado Pérez.

## Vida personal
Sus hijas son la actriz Graciela Pal y María Aurora Palos y su nieta es la actriz televisiva Manuela Pal. Falleció en Buenos Aires a los 83 años el 26 de febrero de 1989.

## Filmografía
- 1933: A Voz do Carnaval
- 1937: Palermo
- 1937: ¡Segundos afuera! (película)
- 1939: Alas de mi patria
- 1939: ...Y mañana serán hombres
- 1940: Hay que educar a Niní
- 1940: Pinocho, voz de Pepito Grillo
- 1940: Flecha de oro
- 1941: Novios para las muchachas
- 1941: Águila Blanca
- 1942: Dumbo, voz de Timoteo
- 1942: Bambi, voz de Tambor
- 1942: La mentirosa
- 1950: El ladrón canta boleros
- 1953: Intermezzo criminal
- 1954: Detective
- 1955: El campeón soy yo
- 1972: Olga, la hija de aquella princesa rusa
- 1973: La casa del amor
- 1976: La aventura explosiva
- 1978: Con mi mujer no puedo
- 1979: Hormiga negra
- 1982: Esto es vida (no estrenada comercialmente).
- 1984: Mingo y Aníbal, dos pelotazos en contra